# Левоча
Ле́воча (словац. Levoča, нем. Leutschau — Лейтчау, венг. Lőcse) — город в восточной Словакии (историческая область Спиш) у подножья Левочских Врхов, неподалёку от замка Спишский Град. Население — около 15 тыс. человек.

## История

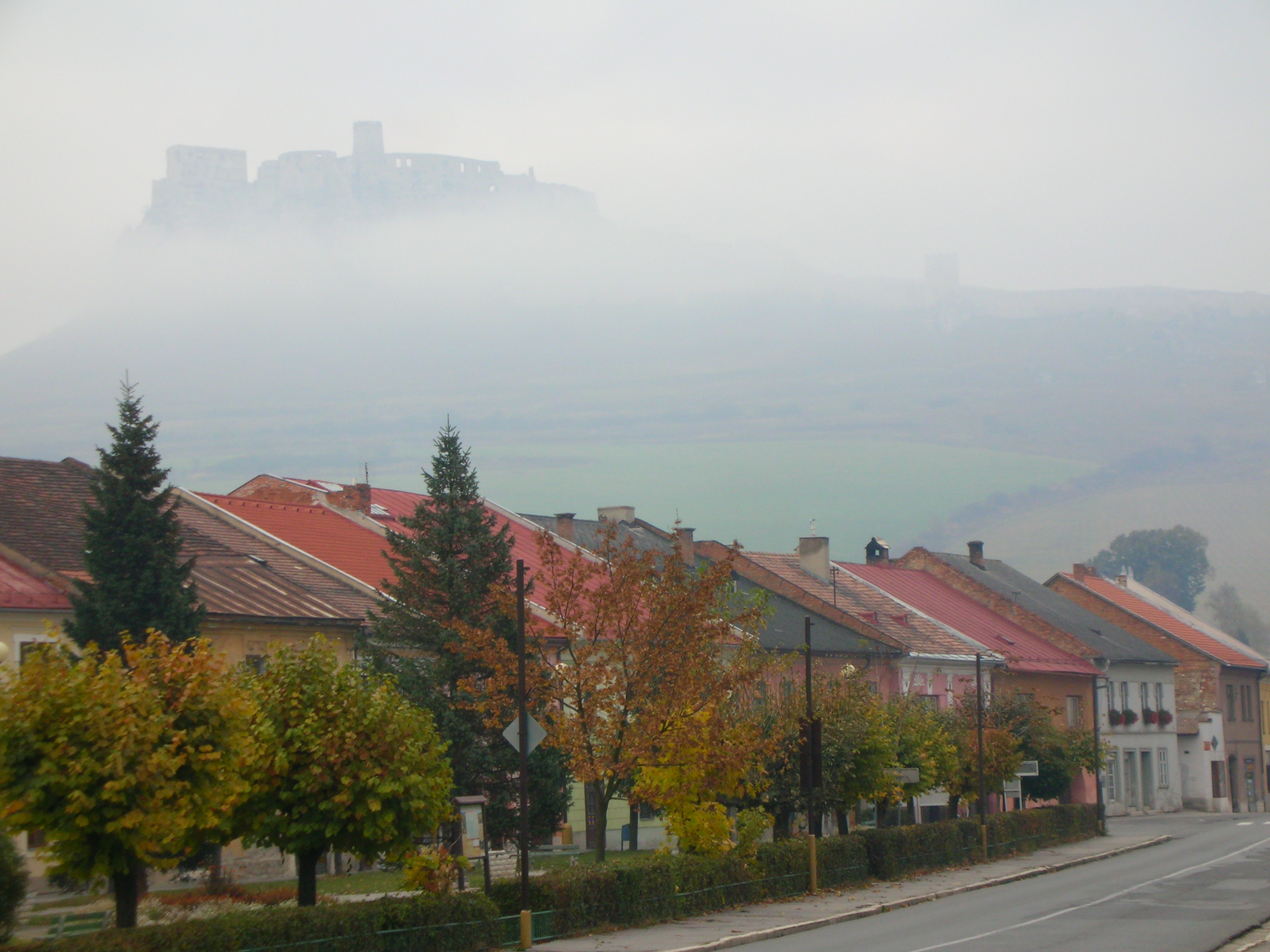
Вид на Спишский Град

Первый раз Левоча упоминается в 1249 году в письме короля Белы IV, хотя существовала задолго до этого — романский костёл св. Николая существовал здесь ещё в XI веке. В 1241 году, после монголо-татарского нашествия, сюда пришли первые немецкие колонисты.
В 1271 Левоча упоминается уже как свободный королевский город, центр провинции. В XV веке левочские купцы получили от венгерского короля ряд привилегий. Город начал быстро развиваться. Доминирующее положение Левочи подтвердил и факт победы в так называемой «столетней войне» с другими спишскими городами за право первенства на Спише. В это же время Левоча становится центром протестантского движения в Словакии.
Город начал приходить в упадок в XVII веке во время анти-габсбургских восстаний. Потерю городом значения подтвердил 1871 год, когда новая железная дорога минула Левочу.
В настоящее время Левоча — небольшой город с прекрасно сохранившимся центром и многочисленными памятниками архитектуры. В 2009 году вместе со Спишским Градом средневековые памятники Левочи образовали единый объект Всемирного наследия ЮНЕСКО.

## Население
| Год:                | 1994   | 2004    | 2014    | 2024    |
| ------------------- | ------ | ------- | ------- | ------- |
| Количество человек: | 13 548 | 14 604  | 14 783  | 13 905  |
| Разница:            |        | +7,79 % | +1,22 % | −5,93 % |

## Города-побратимы
- Литомишль, Чехия
- Старый Сонч, Польша
- Кальвария-Зебжидовская, Польша
- Ланьцут, Польша
- Кестхей, Венгрия

## Достопримечательности
- Городская крепость
- Собор св. Иакова
- Монастырь миноритов
- Лютеранская кирха
- Ратуша
- Готико-ренессансные дома
- Жупный дом

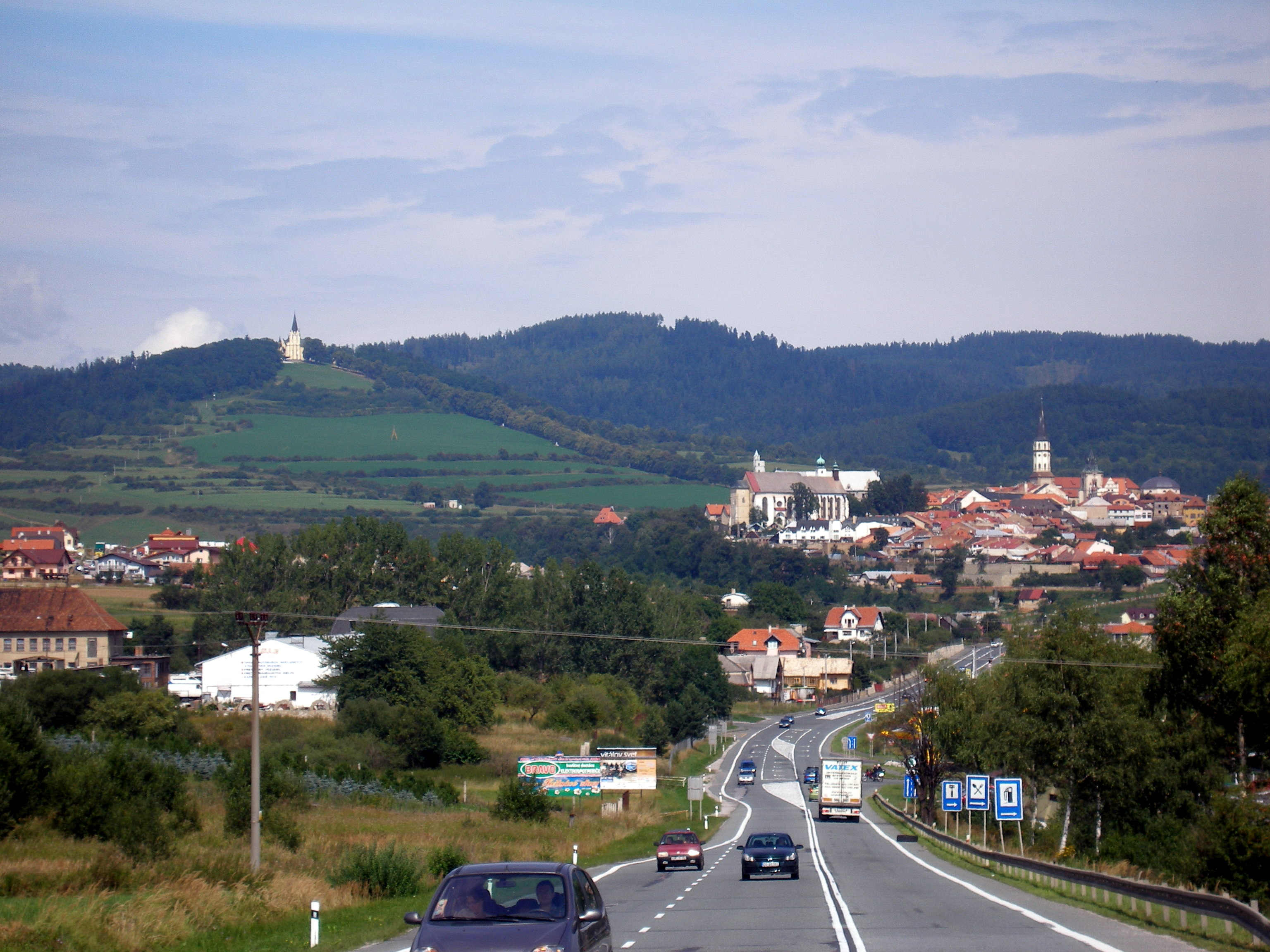
Дорога на Левочу
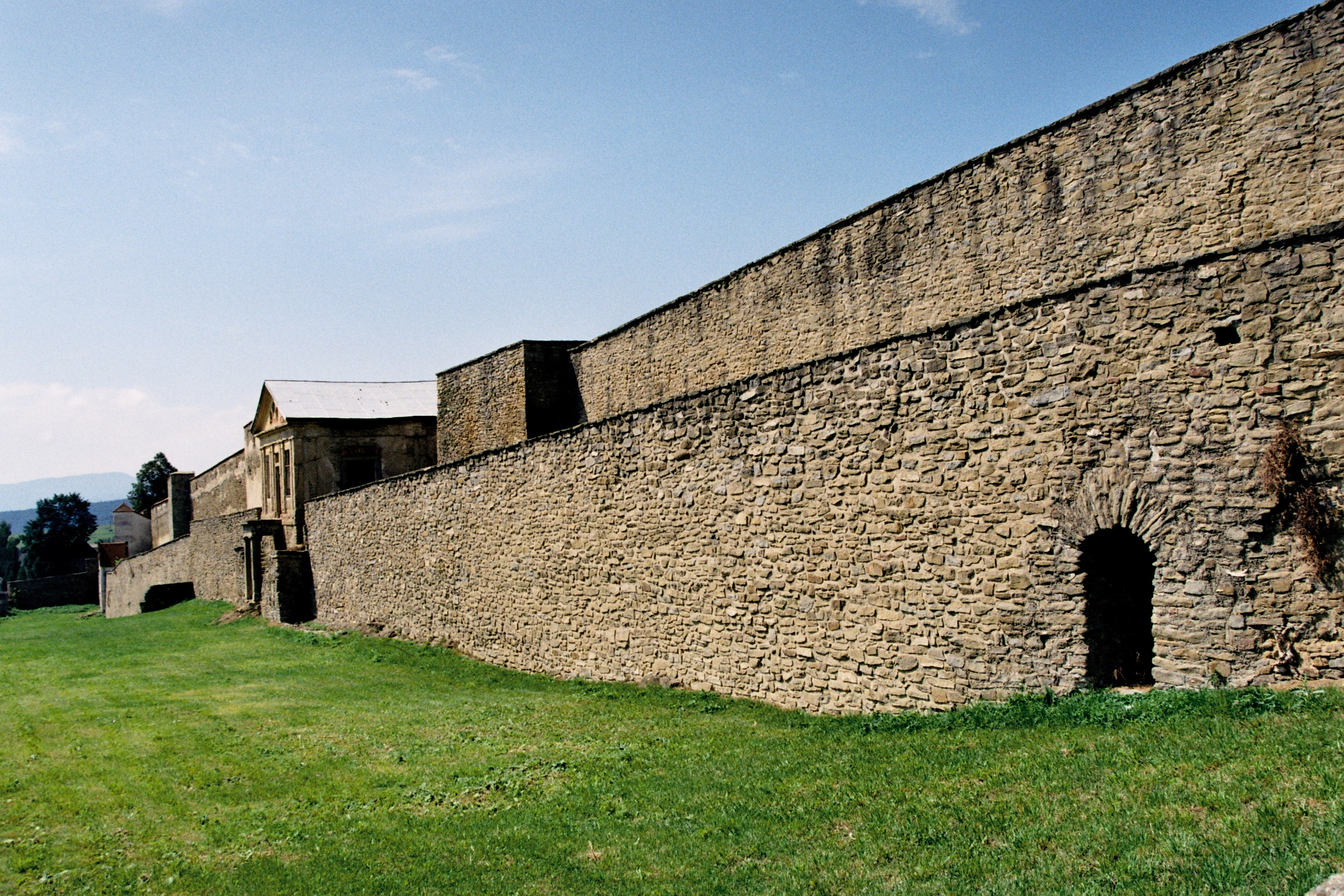
Крепостные стены

## Персоналии
- Горчичка, Даниил (1640—1688) — словацко-чешский писатель, поэт, драматург XVII в., протестантский священник.
- Немеш, Дежё (1908—1985) — венгерский политический, профсоюзный и общественный деятель, журналист, политолог, прозаик, историк, редактор, академик Венгерской АН . Иностранный член Академии наук СССР (1982).
- Павел из Левочи — средневековый резчик по дереву и скульптор. Основные свои произведения выполнил в городе Левоча.